# Grammy Award for Best Regional Mexican Music Album (Including Tejano)
Der Grammy Award for Best Regional Mexican Music Album (Including Tejano) ist ein Musikpreis, der seit 2012 bei den jährlich stattfindenden Grammy Awards verliehen wird. Ausgezeichnet wurden Alben aus regionalen mexikanischen Musikrichtungen sowie aus dem Bereich des Tejano.

## Hintergrund und Geschichte
Die seit 1958 verliehenen Grammy Awards (eigentlich Grammophone Awards) werden jährlich in zahlreichen Kategorien von der National Academy of Recording Arts and Sciences (NARAS) in den Vereinigten Staaten von Amerika vergeben, um künstlerische Leistung, technische Kompetenz und hervorragende Gesamtleistung ohne Rücksicht auf die Album-Verkäufe oder Chart-Position zu ehren. Vergeben wurde der Preis für qualitativ hochwertige Gesangs- und Instrumentalalben aus regionalen mexikanischen Musikrichtungen sowie aus dem Bereich des Tejano.
Der Preis wurde 2012 als Best Regional Mexican or Tejano Album als neue Kategorie nach einer Restrukturierung der bestehenden Grammy-Kategorien zur Reduzierung der Anzahl vergebener Preise eingeführt. Dabei wurden die vorher eigenständigen Kategorien Best Regional Mexican Album und Best Tejano Album zusammengefasst, begründet wurde dies durch die häufig unscharfen Abgrenzungen mexikanischer Stilrichtungen gegeneinander. Im Folgejahr wurde die Restrukturierung weitergeführt und diese Kategorie wurde mit dem ebenfalls erst 2012 durch Zusammenlegungen entstandenen Grammy Award for Best Banda or Norteño Album in die neue Kategorie Grammy Award for Best Regional Mexican Music Album (Including Tejano) vereint. Dieser Preis wird seitdem vergeben an Alben, die zu mindestens 51 % der Spielzeit neue Vokal- und Instrumentalmusik aus dem Bereich regionaler mexikanischer Musik (Banda, Norteño, Corridos, Gruperos, Mariachi, Ranchera und Tejano) enthalten.

## Gewinner und nominierte Künstler
| Jahr                 | Künstler / Band              | Nationalität               | Werk                                                  | Weitere nominierte Künstler | Bilder der Künstler                |
| -------------------- | ---------------------------- | -------------------------- | ----------------------------------------------------- | --- | ---------------------------------- |
| 2012                 | Pepe Aguilar                 | Vereinigte Staaten/ Mexiko | Bicentenario                                          | - Mariachi Divas de Cindy Shea – Orale - Mariachi Los Arrieros Del Valle – Amor a la música - Paquita la del Barrio – Eres un farsante - Joan Sebastian – Huevos rancheros                                              | Pepe Aguilar, 2006                 |
| 2013                 | Lila Downs                   | Mexiko/ Vereinigte Staaten | Pecados y milagros                                    | - Los Cojolites – Sembrando flores - Los Tucanes de Tijuana – 365 días - Mariachi Divas de Cindy Shea – Oye - Gerardo Ortíz – El primer ministro                                                                        | Lila Downs, 2005                   |
| 2014                 | Mariachi Divas de Cindy Shea | Vereinigte Staaten         | A mi manera                                           | - Banda los Recoditos – El Free - Intocable – En peligro de extinción - Paquita la del Barrio – Romeo y su nieta - Joan Sebastian – 13 celebrando el 13                                                                 | Mariachi Divas de Cindy Shea, 2013 |
| 2015                 | Vicente Fernández            | Mexiko                     | Mano a mano – Tangos a la manera de Vicente Fernández | - Pepe Aguilar – Lastima que Sean Ajenas - Ixya Herrera – Voz y guitarra - Mariachi Divas de Cindy Shea – 15 anniversario - Mariachi Los Arrieros Del Valle – Alegria del Mariachi                                      | Vicente Fernández, 2011            |
| 2016                 | Los Tigres del Norte         | Mexiko                     | Realidades (Deluxe Edition)                           | - Banda El Recodo de Don Cruz Lizarraga – Mi vicio mas grande - La Maquinaria Norteña – Ya dime adiós - Los Cojolites – Zapateando - Mariachi Los Camperos De Nati Cano – Tradición, arte y passión                     |                                    |
| 2017                 | Vicente Fernández            | Mexiko                     | Un azteca en el azteca, vol. 1                        | - Banda El Recodo de Cruz Lizárraga – Raíces - Joss Favela – Hecho a mano - La Maquinaria Norteña – Generación maquinaria est. 2006 - Mariachi Divas de Cindy Shea – Tributo a Joan Sebastian y Rigoberto Alfaro        | Vicente Fernández, 2011            |
| 2018                 | Aida Cuevas                  | Mexiko                     | Arrieros Somos – Sesiones acústicas                   | - Julión Álvarez y su Norteño Banda – Ni diablo ni santo - Banda El Recodo de Cruz Lizárraga – Ayer y hoy - Alex Campos – Momentos - Humberto Novoa (Produzent) – Zapateando en el norte (von verschiedenen Künstlern)  |                                    |
| 2019                 | Luis Miguel                  | Mexiko                     | ¡México por siempre!                                  | - Ángela Aguilar – Primero soy mexicana - Calibre 50 – Mitad y mitad - Aida Cuevas – Totalmente Juan Gabriel vol. II - Los Texmaniacs – Cruzando borders - Mariachi Sol de Mexico – Leyendas de mi pueblo               |                                    |
| 2020 26. Januar 2020 | Mariachi los Camperos        | Vereinigte Staaten         | De ayer para siempre                                  | - Joss Favela – Caminando - Intocable – Percepción - La Energia Norteña – Poco a poco - Mariachi Divas de Cindy Shea – 20 aniversario                                                                                   |                                    |
| 2021 14. März 2021   | Natalia Lafourcade           | Mexiko                     | Un canto por México, Vol. 1                           | - Alejandro Fernández – Hecho en México - Lupita Infante – La serenata - Mariachi Sol de México de José Hernández – Bailando sones y huapangos con Mariachi Sol de México de José Hernández - Christian Nodal – Ayayay! |                                    |
| 2022 3. April 2022   | Vicente Fernández            | Mexiko                     | A mis 80’s                                            | - Aida Cuevas – Antología de la música ranchera, vol. 2 - Mon Laferte – Seis - Natalia Lafourcade – Un canto por México, vol. II - Christian Nodal – Ayayay! (Súper Deluxe)                                             | Vicente Fernández, 2011            |
| 2023 5. Februar 2023 | Natalia Lafourcade           | Mexiko                     | Un canto por México – El musical                      | - Chiquis – Abeja reina - Los Tigres del Norte – La reunión (Deluxe) von - Christian Nodal – EP #1 Forajido - Marco Antonio Solís – Qué ganas de verte (Deluxe)                                                         |                                    |
| 2024 4. Februar 2024 | Peso Pluma                   | Mexiko                     | Génesis                                               | - Ana Bárbara – Bordado a mano - Lila Downs – La Sánchez - Flor de Toloache – Motherflower - Lupita Infante – Amor como en las películas de antes                                                                       | Peso Pluma 2023                    |
| 2025 2. Februar 2025 | Carín León                   | Mexiko                     | Boca chueca, Vol. 1                                   | - Diamantes von Chiquis - Éxodo von Peso Pluma - De lejitos von Jessi Uribe |                                    |

## Belege
1. ↑  “honor artistic achievement, technical proficiency and overall excellence in the recording industry, without regard to album sales or chart position” Overview. National Academy of Recording Arts and Sciences, archiviert vom Original am 19. August 2012; abgerufen am 11. September 2014.  Info: Der Archivlink wurde automatisch eingesetzt und noch nicht geprüft. Bitte prüfe Original- und Archivlink gemäß Anleitung und entferne dann diesen Hinweis.
2. ↑  Grammy Awards at a Glance. In: Los Angeles Times. Tribune Company, abgerufen am 29. Mai 2011.
3. ↑  “it was determined that musical distinctions among some of the regional Mexican subgenres were often very difficult to draw, so the restructuring in categories was warranted” Grammy Awards Restructuring (Memento des Originals vom 3. Dezember 2011 im Internet Archive)  Info: Der Archivlink wurde automatisch eingesetzt und noch nicht geprüft. Bitte prüfe Original- und Archivlink gemäß Anleitung und entferne dann diesen Hinweis.
4. ↑  NARAS Pressemitteilung, 8. Juni 2012
5. ↑  NARAS Pressemitteilung der NARAS, 8. Juni 2012
6. ↑  List of Nominees 2015 (PDF; 3,0 MB)